# Biserica de lemn din Ghirolt

Planul bisericii de lemn din Ghirolt, județul Cluj

Biserica de lemn din Ghirolt, comuna Aluniș, județul Cluj, era edificată în anul 1809 și avea hramul „Sfinții Arhangheli Mihail și Gavriil”. Deși a fost dezmembrată în jurul anului 1990 a figurat pe lista monumentelor istorice sub codul  CJ-II-m-B-07671 până în anul 2015.

## Istoric și trăsături
Despre parohia din Ghirolt stim că a îmbrațișat uniația la anul 1700. Registrele matricole pentru această parohie au început să se țină din anul 1842. 
Biserica era construită din lemn de stejar, folosindu-se pentru îmbinări sistemul de cheotori în coadă de rândunică. Avea o fundație de piatră.
Sub aspectul planimetriei, biserica avea pronaos, naos și absida altarului. Aceasta din urmă, era decroșată, având o formă pentagonală. Acoperișul era unitar pentru naos și pronaos, acesta fiind mai coborât și potrivit planului absidei. Deasupra pronaosului se afla turnul clopotnița cu baza pătrată, acoperit cu un coif conic pe bază octogonală.
Intrarea în biserică, fără decorații, era precedată de un mic pridvor de formă aproximativ pătrată, sprijinit pe opt stâlpi.
În absida altarului, se află masa altarului, ce avea piciorul din piatră, de formă prismatică. Una din fețele prestolului purta înscris anul 1822.
Despre pictura bisericii nu se cunosc prea multe lucruri, aceasta distrugându-se datorită stării proaste a acoperișului. Se pare că pereții bisericii au fost pictați parțial.
Starea edificiului a fost precară, încă din anul 1947, situație ce s-a menținut inclusiv în anii '80, culminând cu demolarea lăcașului de cult în anul 1990.
Câteva biserici demolate după 1989, printre care și bisericile de lemn din Bonț și Băișoara dar și biserica de lemn din Ghirolt au fost trecute pe o listă întocmită de către comunitatea greco-catolică a bisericilor distruse abuziv de către comunitățile ortodoxe.